# Forty-Five Hundred Times
Forty-Five Hundred Times è una canzone della rock band inglese Status Quo, pubblicata per la prima volta nel 1973  (inclusa nell'album Hello!) e reincisa nel 1991 (inclusa nell'album Rock 'Til You Drop).

## La canzone
Sebbene non sia mai stato pubblicato come singolo, il brano rimane uno tra i più amati e significativi mai incisi dalla longeva band britannica.
Ad un inizio lento ed in crescendo seguono alcune strofe vocali e poi tutta una serie di assolo di basso, chitarra, batteria, nonché un lungo lavoro ad intreccio tra le chitarre elettriche di Rossi & Parfitt che, tra drastici cambi di tempo e variazioni tematiche, accompagnano il brano fino alla chiusura raggiungendo nella nuova versione del 1991 la ragguardevole durata di tredici minuti.
Il pezzo comincia con un tempo in 4/4 che si evolve in 6/8 per poi tornare in 4/4 nell'ultima parte e rappresenta un vero classico del genere hard, suonato spessissimo dal gruppo nei concerti live dove viene allungato a dismisura anche con molte sezioni improvvisate.
La nuova versione incisa in studio contenuta nell'album Rock 'Til You Drop del 1991 presenta molti elementi di diversità rispetto all'originale del 1973: oltre ad una maggiore durata (3 minuti in più), sono presenti maggiori ed elaborati giochi chitarristici ad innesto, una superiore pulizia sonora e lunghe sezioni aggiunte tra repentini cambi “lento-veloce”, con una preferibile meditazione interpretativa nonché un sicuro ulteriore miglioramento nella tecnica di esecuzione strumentale.
In un ampio referendum popolare su un sito britannico nel 2003, Forty-Five Hundred Times è risultata la canzone degli Status Quo più votata ed amata dai fan inglesi.

## Formazione
Formazione nella incisione del 1973 tratta dall'album Hello!.
- Francis Rossi (chitarra solista, voce)
- Rick Parfitt (chitarra ritmica, voce)
- Alan Lancaster (basso, voce)
- John Coghlan (percussioni)

altri musicisti:
- John Mealing (piano)
- Steve Farr (sax contralto)
- Stewart Blandamer (sax tenore)

Formazione nella incisione del 1991 tratta dall'album Rock 'Til You Drop.
- Francis Rossi (chitarra solista, voce)
- Rick Parfitt (chitarra ritmica, voce)
- Andy Bown (tastiere, cori)
- John 'Rhino' Edwards (basso, cori)
- Jeff Rich (percussioni)